# Michel Van den Bergh
Ne doit pas être confondu avec Michel Van Den Berghe (chef d'entreprise).
Michel Van den Bergh, né le 25 juillet 1960 , est un mathématicien belge.

## Biographie
Michel Van den Bergh professe à la Vrije Universiteit Brussel et fait de la recherche à l'Université de Hasselt. Ses intérêts de recherche portent sur la relation fondamentale entre l'algèbre et la géométrie. En 2003, il reçoit le Prix Francqui en sciences exactes.